# Секст Помпеј
Секст Помпеј (лат. Sextus Pompeius Magnus Pius; 67. п. н. е. - 35. п. н. е.) је био римски војсковођа из времена краја Републике, познат као син Гнеја Помпеја Великог и последњи оптиматски вођа који је пружао организовани отпор Цезару и његовим наследницима.
Када је године 49. п. н. е. непријатељство његовог оца и Цезара прерасло у грађански рат, млади Секст се на почетку није укључио у њега, већ је остао у Риму под заштитом маћехе Корнелије Метеле. Након што је Помпеј 48. п. н. е. поражен код Фарсала, Секст и Корнелија су му се придружили у краткотрајном егзилу на Лезбосу, али га нису пратили у Египат где је недуго потом убијен. Секст се после тога прикључио брату Гнеју и другим помпејанцима који су организовали отпор Цезару у Африци. Секст је после организовао помпејанско упориште на Балеарима. Након пораза помпејанаца код Тапса, Гнеј му се придружио на Балеарима те су заједно дигли антицезаровску побуну у Хиспанији, угушену у бици код Мунде 17. марта 45. п. н. е. Недуго након ње Гнеј је ухваћен и погубљен, али се Секст успео склонити на Сицилију где се испочетка издржавао пиратеријом.
Убиство Цезара 15. марта 44. п. н. е., међусобни сукоби цезароваца и Ослободилачки грађански рат су Сексту омогућили да без ометања сагради војску и флоту на Сицилији с којом ће се после супротставити Другом тријумвирату. Иако није могао угрозити тријумвире, уз помоћ адмирала Манаса је 40. п. н. е. преотео Сардинију од Октавијанове власти. Суочен с проблемима као што је Фулвијин рат, али и настојању да Марку Антонију помогне у сукобу с Партима, Октавијан је у Мизену са Секстом склопио мир, признавши му власт над Сицилијом.
Тај је аранжман, међутим, био кратак. Суочен с кварењем односа са Антонијем, Октавијан је настојао решити сицилијански проблем. Године 37. п. н. е. је покренут нови поход на Сицилију, који није имао успеха све док на чело Октавијанове флоте није стао Марко Агрипа. Он је у бици код Наулоха 36. п. н. е. уништио Помпејеву флоту. Помпеј се склонио у Малу Азију.
Године 35. п. н. е. је ухваћен у Милету где га је Марко Тиције, Антонијев помоћник, погубио без суђења, што је било противзаконито, јер је Помпеј био римски грађанин. Тај чин Октавијан је користио у пропагандне сврхе против Антонија у време рата Истока и Запада.